# Bij Ribbeck in het Havelland
Bij Ribbeck in het Havelland is een hoorspel van Günter Bruno Fuchs. Bei Ribbeck im Havelland werd op 13 juni 1971 uitgezonden door de Süddeutscher Rundfunk. Maurits Mok vertaalde het en de NCRV zond het uit op zondag 15 oktober 1972. De regisseur was Ab van Eyk. Het hoorspel duurde 45 minuten.

## Rolbezetting
- Frits Thors (omroeper)
- Jan Wegter (Simon Böttcher)
- Lou Landré (Walter Runge)
- Dick Scheffer (kapitein van de Volkspolitie)
- Cees van Ooyen (Volkspolitieman)
- Jan Borkus (inspecteur van de westelijke politie)
- Piet Ekel (meneer Ruttlinschek)
- Willy Brill (Hannelore Böttcher)
- Fé Sciarone (Gerda Runge)
- Jan Verkoren (Max Humpner)
- Joop van der Donk (meneer Jangel)

## Inhoud
In Ribbeck, de plaats die haar beroemdheid aan een ballade van Fontane te danken heeft, begint een modern sprookje, dat zich meer en meer omvormt tot de clownerie van een grotesk heden. Autoriteiten van de twee Duitse staten storten een bedrijfsleider van een drukkerij en een groothandelaar in papier, die hun wagen in de autowegcorridor naar Berlijn achterlieten, in conflicten die onvoorzienbare gevolgen hebben…